# Luigi Pasotelli
Luigi Pasotelli (Cremona, 1926 – 1993) è stato un poeta italiano, considerato uno dei più significativi poeti sonori italiani.

## Biografia
Attivo nell'ambito della scrittura sperimentale, si è dedicato in modo particolare alle forme di poesia visuale e fonetica. Le sue partiture hanno uno spiccato valore visivo. Ha collaborato a varie riviste sperimentali, tra le quali "Marcatré". Ha fatto parte della redazione di "Tam Tam", la rivista di poesia fondata da Adriano Spatola e Giulia Niccolai. Ha partecipato ad esposizioni di poesia visuale e ha praticato la performance in numerose rassegne di poesia sonora e di teatro d'avanguardia.
Nel 1990 la seconda rete radiofonica della RAI ha trasmesso il suo Incantamentum Aquae, una lunga performance poetica a conclusione del Concerto per Piano Regolatore di Valerio Miroglio.

## Opere
- Luigi Pasotelli, Rebus 1/25, con una nota critica di Adriano Spatola, Tam Tam 44B, Sant'Ilario d'Enza (RE), 1985;
- Luigi Pasotelli, Serraglio, Ed. Scenario, Castelvetro Piacentino, 1994 [Cofanetto contenente un volume e una videocassetta VHS].

## Audiografia
- Luigi Pasotelli, Canto Cnidarico e Canto di lavoro delle formiche, in "Baobab", nº 8, Edizioni Publiart Bazar, Reggio Emilia, 1981 [Audiocassetta];
- Luigi Pasotelli, Seraglio, Red Rat Recordings RRR044, Utrecht, 1984 [Audiocassetta e libretto con testi e illustrazioni];
- Luigi Pasotelli, Estratto da Le canzoni di Ratagura, in Storia della poesia sonora, a cura di Arrigo Lora Totino, “Baobab”, nº 18, Edizioni Elytra, Reggio Emilia 1989 [Quattro audiocassette];
- Luigi Pasotelli, Incantamentum aquae, in Baobab Italia '90-'91, "Baobab", nº 21, Edizioni Elytra, Reggio Emilia, 1992 [Quattro audiocassette];
- Luigi Pasotelli, Poemi sonori (introduzione di Arrigo Lora Totino), "Baobab",n° 24, Edizioni Elytra, Reggio Emilia, 1994 [Audiocassetta - L'edizione include: I fiumi - Incantamentum aquae, La ballata dell'orso, L'aquila, Ex o dell'oca nera, Scontro di bombarde vinciane, Felix Leo].

## Riferimenti critici
- Luciano Caruso, Ubaldo Giacomucci, Arrigo Lora Totino, Lamberto Pignotti, Adriano Spatola (a cura di), Parola fra spazio e suono - Situazione italiana 1984, Catalogo, Comune di Viareggio, Stampa Eurograf, Lucca, 1984.
- Giovanni Fontana, La voce in movimento, Ed. Harta Performing & Momo, Monza e Frosinone, 2003 [volume con allegato CD].